# Лагойда, Игорь Ярославович
И́горь Яросла́вович Лаго́йда (укр. Ігор Ярославович Лагойда; род. 23 августа 1978, Калуш, Ивано-Франковская область) — украинский футболист, играл на позициях защитника и полузащитника.

## Карьера

### Клубная
Воспитанник ДЮСШ города Калуш, Ивано-Франковской области. Выступления в большом футболе начал со 2-й лиги, клуба «Львов». В 1997 году был приглашён в киевское «Динамо», где, впрочем, так и не заиграл. После, в составах разных фарм-клубов Лагойда провёл 2, 5 года. В 1999 году по приглашению тренера Павла Яковенко начал выступать за российскую команду Высшего дивизиона «Уралан». В чемпионате России дебютировал 3 апреля того же года в выездном матче 1-го тура против питерского «Зенита», выйдя со стартовых минут, однако, на 81-й минуте был заменён на Сергея Егорова. В 2000 году вернулся на Украину и продолжил карьеру в командах мастеров Высшей и Первой лиг, таких как: «Звезда» из Кировограда, ужгородское «Закарпатье», «Полесье» (Житомир), «Подолье» (Хмельницкий). С 2004 по 2005 годы играл за «Освиту» из Бородянка. Профессиональную карьеру завершил в клубе «Еднисть». После чего на протяжении многих лет поддерживает спортивную форму и играет в любительских командах.

### Международная
Привлекался в молодёжную и юношескую сборную Украины. В сборной играл нападающим в паре с Андреем Ворониным.

### Тренерская
Начал тренерскую карьеру в 2009 году как тренер студенческой команды ФК МАУП.